# Explosif en poudre polymérisé
Pour les articles homonymes, voir PBX.
Un explosif en poudre polymérisé ((en) Polymer-bonded explosive, abrégé en PBX) est un explosif en poudre où un polymère sert d'agent liant. La  poudre explosive est pressée dans une enceinte avec une petite quantité (de 5 % à 10 % de la masse) de polymère synthétique (« plastique »). Il a été inventé en 1952 au laboratoire national de Los Alamos.